# Software di sistema della PlayStation 3
Il software di sistema per PlayStation 3 è un aggiornamento software del sistema operativo della PlayStation 3. Il processo di aggiornamento è identico a quello della PSP. Ogni aggiornamento include i precedenti.
Il software può essere aggiornato direttamente dalla PlayStation 3, oppure scaricato dal sito ufficiale su un PC e poi caricato su una penna USB e trasferito sulla PS3, oppure installato tramite l'aggiornamento contenuto in un gioco. Il software, definito anche come firmware, dalla versione 2.* contiene anche applicazioni di alto livello oltre alla normale base firmware.
La PlayStation 3 usa XrossMediaBar (XMB) come interfaccia grafica.
L'attuale versione del firmware è la 4.92, pubblicata il 5 marzo 2025.

## Aggiornamento software e informazioni
Poiché gli aggiornamenti vengono proposti in maniera regolare, è possibile che le PlayStation 3 acquistate non abbiano la versione più recente del software di sistema installato. Comunque, ogni gioco che richiede una determinata versione software include l'aggiornamento del disco. Per esempio Ratchet & Clank: Armi di distruzione comprende la versione 1.94. Questo aggiornamento è disponibile solo nel gioco e permette il supporto al DualShock 3 prima della versione 2.0.

### Dettagli degli aggiornamenti
| CHIAVE      | Impostazioni                                          | Media                                               | Disco                                                   | Giochi                                            | Sistema                                           |
| ----------- | ----------------------------------------------------- | --------------------------------------------------- | ------------------------------------------------------- | ------------------------------------------------- | ------------------------------------------------- |
| Descrizione | Cambiamenti riferiti al menu impostazioni del sistema | Cambiamenti riferiti ai menu foto, musica e/o video | Cambiamenti riferiti ai CD, SACD, DVD e ai Blu-ray Disc | Cambiamenti riferiti ai giochi per PS1, PS2 e PS3 | Altri cambiamenti come stabilità, rete e hardware |

| Versione, Data di rilascio Note                                                                          | Descrizione |
| --- | --- |
| 4.92 5 marzo 2025                                                                                        | Sistema - Questo aggiornamento del software di sistema migliora le prestazioni del sistema. |
| 4.91 27 febbraio 2024                                                                                    | Sistema - Questo aggiornamento del software di sistema migliora le prestazioni del sistema. |
| 4.90 28 febbraio 2023                                                                                    | Sistema - Questo aggiornamento del software di sistema migliora le prestazioni del sistema. |
| 4.89 10 maggio 2022                                                                                      | Sistema - L'accesso a PlayStation Network richiede ora una password del dispositivo per una maggiore protezione dell'account. La creazione di un account per PlayStation Network e alcune funzioni di gestione account non sono più disponibili sulla console. Usa il PC o un browser mobile per utilizzare le funzioni di gestione account con prestazioni, velocità e sicurezza migliorate. |
| 4.88 1º giugno 2021                                                                                      | Sistema - Questo aggiornamento del software di sistema migliora le prestazioni del sistema. |
| 4.87 3 dicembre 2020                                                                                     | Sistema - Questo aggiornamento del software di sistema migliora le prestazioni del sistema. |
| 4.86 31 marzo 2020                                                                                       | Sistema - Questo aggiornamento del software di sistema migliora le prestazioni del sistema. |
| 4.85 28 agosto 2019                                                                                      | Sistema - Questo aggiornamento del software di sistema migliora le prestazioni del sistema. |
| 4.84 14 febbraio 2019                                                                                    | Sistema - Questo aggiornamento del software di sistema migliora la qualità delle prestazioni del sistema. |
| 4.83 11 ottobre 2018                                                                                     | Sistema - Questo aggiornamento del software di sistema migliora la qualità delle prestazioni del sistema. |
| 4.82 14 novembre 2017                                                                                    | Sistema - Questo aggiornamento del software di sistema migliora la qualità delle prestazioni del sistema. |
| 4.81 1º novembre 2016                                                                                    | Sistema - Questo aggiornamento del software di sistema migliora la qualità delle prestazioni del sistema. |
| 4.80 20 aprile 2016                                                                                      | Sistema - Risoluzione di alcuni bug ed stabilità complessiva del prodotto migliorata. |
| 4.78 20 gennaio 2016                                                                                     | Sistema - Il supporto delle funzionalità Facebook sul sistema è stato interrotto. |
| 4.76 3 settembre 2015                                                                                    | Sistema - Migliorata la stabilità del software di sistema durante l'uso di determinate funzioni. |
| 4.75 1º giugno 2015                                                                                      | Sistema - Migliorata la stabilità del software di sistema durante l'uso di determinate funzioni. |
| 4.70 24 febbraio 2015                                                                                    | Sistema - MIgliorata la stabilità del software di sistema durante l'uso di determinate funzioni. - Nuovo logo del PlayStation Network nella XMB. - Rimosso PlayStation Home dalla XMB. |
| 4.66 19 novembre 2014 Non archiviato                                                                     | Sistema - Migliorata la stabilità del software di sistema durante l'uso di determinate funzioni. |
| 4.65 26 agosto 2014 Facoltativo Non archiviato                                                           | Sistema - Migliorata la stabilità del software di sistema durante l'uso di determinate funzioni. |
| 4.60 24 giugno 2014 Non archiviato                                                                       | Giochi - È ora possibile controllare la disponibilità di aggiornamenti per i giochi (premendo Triangolo) mentre si è connessi a internet, senza dovere avviare il gioco. - È ora possibile visualizzare l'avviso di Proprietà Intellettuale nel menu delle opzioni dei giochi. Sistema - Migliorata la stabilità del software di sistema durante l'uso di determinate funzioni. - Aggiunto il supporto parziale al DualShock 4 in collegamento wireless. |
| 4.55 6 febbraio 2014 Non archiviato                                                                      | Sistema - Migliorata la stabilità del software di sistema durante l'uso di determinate funzioni. |
| 4.53 4 dicembre 2013 Facoltativo                                                                         | Sistema - Migliorata la stabilità del software di sistema durante l'uso di determinate funzioni. |
| 4.50 2 ottobre 2013                                                                                      | Sistema - Lo scaricamento automatico degli aggiornamenti di sistema è ora disponibile per tutti gli utenti PSN, non solo agli abbonati PS Plus. - Lo scaricamento automatico degli acquisti effettuati tramite il PlayStation Store via Web è ora disponibile per tutti gli utenti PSN, non solo agli abbonati PS Plus. - Nuove opzioni per le impostazioni della privacy dei trofei permettono all'utente di decidere quali trofei saranno visibili. - Possibilità di trasferire i dati dalla PS3 alla PlayStation Vita usando una connessione Wi-Fi o ethernet. - La categoria "PlayStation Network" ora si chiama "PSN". |
| 4.46 27 giugno 2013                                                                                      | Sistema - Corretto il malfunzionamento della versione 4.45. |
| 4.45 19 giugno 2013 Ritirato, 19 giugno 2013                                                             | Sistema - Aggiunta la possibilità di disattivare le notifiche di sblocco dei trofei durante la partita. - Migliorata la stabilità del software di sistema. |
| 4.41 25 aprile 2013                                                                                      | Sistema - Migliorata la stabilità del software di sistema durante l'uso di determinate funzioni. |
| 4.40 21 marzo 2013                                                                                       | Sistema - Aggiunto il supporto per il Sony RC-S380 (PaSoRi) NFC Contactless IC Cards Reader. - È possibile scaricare automaticamente i contenuti comprati da store.sonyentertainmentnetwork.com sulla PS3 (funzione attiva da maggio 2013). - I classici PS2 del PlayStation Store sono ora supportati dalle cuffie wireless stereo con microfono (CECHYA-0080 / CECHYA-0086) e le cuffie con microfono (CECHYA-0088). - Migliorata la stabilità del sistema. Gioco - Risolti alcuni problemi in determinati giochi. - È ora possibile visualizzare i trofei suddivisi per gioco originale o contenuto aggiuntivo durante la modalità di visualizzazione offline. |
| 4.31 30 ottobre 2012 Facoltativo                                                                         | Sistema - Corretto un errore raro che poteva bloccare lo schermo di gioco con alcuni software PlayStation 3. |
| 4.30 24 ottobre 2012                                                                                     | Sistema - La Bacheca dei Trofei è ora nella categoria [PlayStation Network]. - I trofei ottenuti su PlayStation Vita ora sono visibili anche su PlayStation 3. - [Life with PlayStation] non vi è più in conseguenza al termine del servizio Folding@home per PlayStation 3. Impostazioni - Aggiunta la lingua [Türkçe]. Giochi - Aggiunto [SingStar] alla sezione [Gioco]. |
| 4.25 12 settembre 2012                                                                                   | Sistema - Aumentato il volume di dati salvati archiviabili online. Per utilizzare questa funzionalità è necessario possedere un account di Sony Entertainment Network ed essere iscritti a PlayStation Plus. La capacità massima di archiviazione disponibile per un account è incrementata fino a 1 GB e il numero massimo di dati salvati è aumentato fino a 1.000. |
| 4.22 Distribuito con PS3 "superslim" Firmware pre-installato solo nelle PS3 da 12GB. Non scaricabile     | Sistema - Migliorata la stabilità del software di sistema durante l'uso di determinate funzioni. |
| 4.21 5 luglio 2012 Facoltativo                                                                           | Sistema - Migliorata la stabilità del sistema durante l'uso di determinati software PS3. |
| 4.20 26 giugno 2012                                                                                      | Sistema - Migliorata la funzione "Sidetone" del Wireless Stereo Headset introdotta con il firmware 4.10: ora è possibile scegliere fra cinque livelli di audio per il microfono o di disattivare completamente la funzione. - Aggiunta la funzione Virtual surround al Wireless Stereo Headset durante la visione di film Blu-Ray o DVD. - La funzione [Espelli Disco] ora si chiama [Rimuovi Disco]. - [Hard Disk] ora si chiama [System Storage]. - Quando si riceve un messaggio senza oggetto, questo lascia il posto all'intero testo del messaggio. - Ora viene chiesta una sola volta per sessione se si desidera abilitare i plugin durante l'utilizzo del browser internet. - Rinnovata la chiave di codifica per AACS, il sistema di protezione del copyright per i contenuti video in formato Blu-ray Disc. Impostazioni - L'utente può ora impostare il tempo di attesa prima dello spegnimento automatico del sistema per [Video/TV/Musica/Foto] e per [Gioco/Altre funzioni]. L'impostazione predefinita è di un'ora. - Nella sezione [Impostazioni di data e ora] → [Fuso orario], [Isole Samoa] ha cambiato nome in [Samoa americane] e [Stato Indipendente di Samoa]. Giochi - Aggiunta la possibilità di selezionare più di un salvataggio alla volta per la copia o l'eliminazione. |
| 4.11 16 febbraio 2012 Facoltativo solo negli Stati Uniti d'America e in Canada                           | Sistema - Migliorata la stabilità del software di sistema durante l'uso di determinate funzioni. |
| 4.10 8 febbraio 2012                                                                                     | Sistema - Migliorato il browser per Internet per offrire una migliore visualizzazione dei contenuti. - Il nome account di PlayStation Network è ora account di Sony Entertainment Network. - Aggiunto il supporto per HTML 5 sul browser per Internet. - Aggiunta la possibilità di condividere su Facebook i voti dei giochi sul PlayStation Store e i download PlayStation Plus. Impostazioni - Aggiunta la funzionalità [Imposta automaticamente] alle opzioni del menu [Impostazioni] → [Impostazioni di data e ora]. |
| 4.00 30 novembre 2011                                                                                    | Sistema - Possibilità di copiare contenuti come musica, video, immagini, giochi e altre applicazioni dalla PS3 alla PS Vita e viceversa. - Possibilità di eseguire un backup dei salvataggi PS Vita sulla PS3. - Possibilità di aggiornare il software di sistema di PS Vita tramite le funzionalità di rete del sistema PS3, usando un cavo USB. - Aggiunta l'opzione [Impostazioni privacy] in [Gestione account], per consentire agli utenti di controllare da chi ricevere messaggi e richieste di amicizia. - Per gli utenti non ancora membri, viene ora visualizzata un'opzione [PlayStation Plus] nella sezione [PlayStation Network], permettendo loro di registrarsi al servizio. - Ad ogni avvio della console viene ora mostrata una schermata con le precauzioni sulla salute e sicurezza. - Aggiunta nel menù del disco di ogni gioco un'opzione sulla salute e sicurezza. Disco - Il potenziatore dell'uscita audio e la conversione cinema sono ora supportati per i contenuti Blu-ray Disc (BDMV). Media - Aggiunto il supporto per le copertine degli album con i file AAC e M4A (iTunes). - Aggiunta la capacità di leggere i metadata con i file AAC e M4A (Artista, Nome Traccia, Album, Colonna Sonora, Anno, Numero Traccia). Giochi - Aggiunta la funzionalità [Utilità per le applicazioni del sistema PS Vita] nella sezione [Gioco]. Impostazioni - Aggiunta l'opzione [PS Vita] nella categoria [Impostazioni di riproduzione remota] → [Registra dispositivo]. - Aggiunta la funzionalità [Elimina file di backup del sistema PS Vita] nella sezione [Impostazioni del sistema]. - I membri PlayStation Plus possono ora scegliere quali contenuti aggiornare da Impostazioni → [Impostazioni del sistema] → [Aggiornamento automatico]. - L'opzione di [Archiviazione Online] deve ora essere impostata per ogni gioco a meno che non sia stata disattivata completamente. - Aggiunte [Inglese (Regno Unito)] e [Portoghese (Brasile)] in Impostazioni → [Impostazioni del sistema] → [Lingua del sistema]. - Aggiornata l'opzione [Informazioni sulla PlayStation3 (PS3)] in [Impostazioni del sistema]. |
| 3.73 18 ottobre 2011 Facoltativo                                                                         | Sistema - Migliorati la qualità di riproduzione di alcuni software PlayStation 3 e il servizio di rete. |
| 3.72 20 settembre 2011                                                                                   | Sistema - Migliorati la qualità di riproduzione di alcuni software PlayStation 3 e il servizio di rete. |
| 3.70 10 agosto 2011                                                                                      | Sistema - Capacità di riprodurre audio Surround attraverso le cuffie. - Auto salvataggio nell'[Archiviazione Online] per gli utenti PlayStation Plus. - Auto sincronizzazine dei trofei nel momento dell'auto download per gli utenti PlayStation Plus (se attiva l'opzione [Aggiornamento Automatico] nelle impostazioni di sistema). - Nuovo pulsante "Consiglia" nel PlayStation Store per suggerire i titoli preferiti agli amici. Gli utenti possono spedire dalla pagina dello Store messaggi ai destinatari con un link al prodotto scelto. - Aggiunta una nuova categoria nella XMB chiamata [Servizi TV/Video]. Disco - Supporto a contenuti 3D quando si accede a funzioni basate su Java nei dischi Blu-Ray (BD-J). - Aggiunte le decodifiche DTS-HD MA e DTS-HD HR durante la riproduzione di film in Blu-ray 3D. Media - Possibilità di visualizzare foto digitali in 3D nel formato MPO (Multi-Picture format) attraverso la XMB e l'applicazione [Photo Gallery]. Impostazioni - Rinominata l'opzione [Scaricamento Automatico] in [Aggiornamento Automatico]. |
| 3.66 23 giugno 2011                                                                                      | Sistema - Notevolmente migliorati la stabilità del sistema durante l'uso del software PlayStation 3 e i servizi di rete. |
| 3.65 7 giugno 2011 Facoltativo                                                                           | Sistema - Migliorata la stabilità di sistema per alcuni software PS3. - La voce [Utilità dei dati salvati (minis)] sotto [Gioco] ha cambiato nome in [Utilità dei dati salvati (minis/PSP)]. È ora possibile effettuare il backup dei dati relativi ai giochi per PSP sull'hard disk della PlayStation 3. |
| 3.61 15 maggio 2011                                                                                      | Sistema - Richiesto il cambio di password del PlayStation Network a tutti gli utenti. - La sicurezza del sistema è stata migliorata. |
| 3.60 10 marzo 2011                                                                                       | Sistema - Gli utenti PlayStation Plus possono ora archiviare i propri salvataggi PS3 su un server PlayStation Network. È consentita l'archiviazione anche dei salvataggi con protezione anti-copia. - Varie patch di sicurezza. Impostazioni - Possibilità di impostare 10, 20 o 30 minuti di inattività per lo spegnimento automatico del controller di gioco. |
| 3.56 26 gennaio 2011 1º febbraio (ripubblicazione)                                                       | Sistema - Aggiunta una patch di sicurezza. - Aggiunto un rootkit che permette a Sony di spiare le console da remoto per individuare le console modificate - Ripubblicazione: corretto un bug che non permetteva la sostituzione del disco fisso. Media - Aggiunta l'icona Qriocity sotto la sezione [Musica]. - Aggiunta l'icona "Ipla TV channel" per gli utenti in Polonia. |
| 3.55 7 dicembre 2010                                                                                     | Sistema - Aggiunta una patch di sicurezza. |
| 3.50 21 settembre 2010                                                                                   | Sistema - PS Move può essere utilizzato come cursore per il browser internet. - Gli utenti possono inviare segnalazioni di messaggi indesiderati dalla sezione [Amici]. - Aggiunta una schermata di notifica per i giochi che supportano il 3D. - [Facebook] può vedere ed utilizzare le informazioni di gioco. - Presente una migliore descrizione dei 14 errori più ricorrenti. - Aggiornata l'interfaccia utente per il PlayStation Plus nel PlayStation Store. - Disabilitato il funzionamento di alcuni controller di terze parti sprovvisti di licenza. Disco - Aggiunto il supporto per i film Blu-ray in 3D. Media - Aggiornate le immagini di anteprima del [PlayStation Store] e della [Photo Gallery]. - Aggiunto il collegamento PLUS7 per gli utenti in Australia sotto la categoria [TV]. |
| 3.42 7 settembre 2010                                                                                    | Sistema - Patch per correggere una vulnerabilità di sicurezza. |
| 3.41 27 luglio 2010 3 agosto (ripubblicazione)                                                           | Sistema - L'aggiornamento introduce la sezione dei prodotti consigliati nel PlayStation Store nella pagina relativa ai dettagli dei giochi. - Abilitato l'aggiornamento incrementale del software che consente di installare i futuri aggiornamenti senza dover ogni volta scaricare l'intero firmware. - Ripubblicazione: Corretto il problema legato alla sostituzione del disco fisso. |
| 3.40 29 giugno 2010                                                                                      | Sistema - Gli utenti possono ora abbonarsi al PlayStation Plus e ricevere bonus garantiti dal servizio. - Gli utenti possono ora dare un giudizio ai contenuti acquistati nel PlayStation Store con un punteggio da 1 a 5 stelle. - Il livello dei Trofei viene mostrato vicino all'ID utente nella lista [Amici]. - Un'icona PlayStation Plus viene mostrata vicino agli utenti abbonati nella lista [Amici]. - Il nome del mittente viene ora mostrato in un angolo dello schermo quando si visualizzano una serie di messaggi dallo stesso autore. - Migliorato l'orologio interno che riconosce l'anno bisestile. Impostazioni - L'impostazione predefinita di Risparmio Energetico per l'auto-spegnimento è ora settata a 2 ore. - Aggiunto [Scaricamento Automatico] nel menu [Impostazioni] per gli utenti abbonati a PlayStation Plus. - Aggiunto [Uscita colore intenso (HDMI)] sotto la voce [Impostazioni di visualizzazione]. - Aggiunto [Calibra Controller di Movimento] sotto la voce [Impostazioni accessori]. Media - L'applicazione [Photo Gallery] permette ora agli utenti di inviare i contenuti a Picasa e Facebook, sfogliare e commentare le foto, stamparle tramite una stampante collegata alla console. - Una nuova applicazione [Video Editor & Uploader] permette agli utenti di modificare, salvare e inviare video presenti sull'hard-disk a servizi come Facebook o YouTube. |
| 3.30 22 aprile 2010                                                                                      | Sistema - Miglioramento della sezione Trofei: la visualizzazione dei Trofei è stata migliorata con nuove categorie in ordine crescente o decrescente. - La Cartella dei Trofei (Lista per Titolo) può venire ordinata per nome del gioco o per titolo in base alla data di vincita dell'ultimo trofeo. - La Lista dei Contenuti aggiuntivi (Lista per Gruppo) può venire ordinata in base alla data di vincita dell'ultimo trofeo. - La lista dei Trofei può venire ordinata secondo l'ordine originale, nome del titolo, grado, data di vincita. - I nomi dei trofei nascosti sono ora visualizzati come [Trofeo nascosto] invece di [???]. - Aggiunta la compatibilità per i giochi 3D (non ancora per i film blu-ray). - Migliorata la qualità di riproduzione di Adobe Flash Player. - Miglioramenti nelle performance del Sistema PS3 grazie alla riduzione di memoria utilizzata dal sistema operativo. Impostazioni - Aggiunta l'opzione [Pc] in [Impostazioni di riproduzione remota] > [Registra dispositivo]. Selezionando quest'opzione, è possibile utilizzare la funzione di riproduzione remota per gestire il sistema PS3 da modelli futuri del PC VAIO. - Aggiunte le opzioni [Bitstream (diretto)] e [Bitstream (misto)] in [Impostazioni video] > [Formato di uscita BD audio (digitale ottico)]. Media - Aggiunta l'icona TVNZ ondemand sotto la categoria [TV] per gli utenti residenti in Nuova Zelanda. - Il Video Delivery Service è ora disponibile nel PlayStation Store in Australia e Irlanda. |
| 3.21 1º aprile 2010                                                                                      | Sistema - Le funzioni [Installa altro sistema operativo] e [Sistema predefinito] sono scomparse dal modello originale di PS3. Altre funzioni - Migliorata la qualità di riproduzione di alcuni software in formato PlayStation scaricabili dal PlayStationStore. - Aggiunta una patch per ovviare alle falle nella sicurezza che potrebbero verificarsi durante la riproduzione di video in formato MP4. |
| 3.15 10 dicembre 2009 Facoltativo, obbligatorio dal 15 gennaio 2010                                      | Sistema - Possibilità di trasferire i dati da una PS3 ad un'altra utilizzando un cavo LAN. - Risolti alcuni problemi di sincronizzazione Bluetooth. - Risolti alcuni problemi di sincronizzazione dei Trofei. Giochi - Possibilità di giocare i PSP Minis attraverso un emulatore. - Aggiunta la cartella [Utilità dei dati salvati (minis)] sotto la sezione [Gioco]. - La cartella [Utilità dei dati salvati] ha cambiato nome in [Utilità dei dati salvati (PS3)]. |
| 3.10 19 novembre 2009                                                                                    | Sistema - Aggiunta l'opzione per inviare automaticamente aggiornamenti al proprio profilo di Facebook quando vengono sbloccati trofei. - Aggiunta l'opzione per inviare automaticamente aggiornamenti al proprio profilo di Facebook quando viene scaricato qualcosa dal PlayStation Store. - Aggiunta l'opzione per inviare automaticamente aggiornamenti al proprio profilo di Facebook nel caso di eventi all'interno del gioco (solo giochi compatibili). - Aggiunta un'icona video nel PlayStation Store in Irlanda, UK, Germania, Francia, Spagna per accedere al Video Store rapidamente. - I riquadri della [Lista Amici] vengono ora mostrati solo sull'amico selezionato. - Aggiunta la possibilità di commentare il [Profilo]. - Aggiunta la possibilità di cambiare il colore della scheda del proprio [Profilo]. - Migliorate le prestazioni del Browser Internet. - Aggiunta la possibilità di inviare una notifica di errore di sistema a Sony Computer Entertainment nel caso di uno spegnimento della console non corretto. Media - Le cartelle di [Foto] espanse e le playlists vengono ora mostrate a griglia, invece che in lista. - Aggiunti sotto la voce [TV] dei collegamenti per i siti televisivi RTVE, Antena 3 e LaSexta per gli utenti residenti in Spagna. - Aggiunto sotto la voce [TV] un collegamento per il sito televisivo NOS per gli utenti residenti nei Paesi Bassi. - Aggiunti sotto la voce [TV] dei collegamenti per i siti televisivi AXN e Animax per gli utenti residenti in Rep. Ceca, Polonia, Ungheria, Bulgaria, Romania e Slovacchia. - Aggiunto il servizio Playstation Video Store per gli utenti europei. Impostazioni - Aggiunta la voce [Facebook] sotto la [Gestione Account] per permettere all'utente di scegliere le notifiche e le impostazioni account di Facebook. - Aggiunta la lingua polacca. - Nella lingua italiana la sezione [Trophies (Trofei)] ha cambiato nome in [Bacheca dei Trofei]. |
| 3.01 15 settembre 2009 Facoltativo                                                                       | Sistema - Migliorata la qualità di riproduzione di alcuni software PlayStation 3. |
| 3.00 1º settembre 2009                                                                                   | Sistema - Al posto della [Information Board] vi è la nuova funzione [Novità]. - All'avvio del sistema viene visualizzata in modo predefinito la schermata [Novità] al posto del menu [Gioco]. - Aggiunto un indicatore di stato nella parte alta dello schermo per mostrare lo stato online dell'utente, il numero di amici online e un'icona indicante i messaggi PSN non letti. - L'indicatore di caricamento ora assomiglia a un orologio analogico. - Ridisegnata la lista [Amici]. - I messaggi ricevuti da una persona specifica sono ora accessibili dalla schermata del suo profilo. - Modifiche grafiche alla XMB (aumentata la dimensione del testo e delle icone). - Modificato il tema predefinito a una versione aggiornata del tema 'Originale' a onde. - Aggiunta la funzionalità cattura schermo al [Browser Internet]. - I [Trofei] vengono caricati e visualizzati più velocemente. - Supportati nuovi avatar (non inclusi; verranno rilasciati in seguito). - La [Riproduzione remota] ora supporta anche i cellulari (in lavorazione per i Sony Ericsson ‘Aino’). - Aggiornata la schermata d'avvio con il nuovo logo della PS3 e un nuovo suono. - L'indicatore della batteria dei controller wireless e delle cuffie bluetooth è stato spostato. Giochi - Una nuova funzionalità permette agli sviluppatori di videogiochi di mostrare i Trofei in modo diverso, ad esempio riunendoli per categorie (contenuti aggiuntivi, ecc.). - Aggiunta un'icona Playstation Store sotto la categoria [Gioco]. - Quando un gioco viene avviato, non appare più la solita scritta 'PLAYSTATION 3'. Media - Aggiunta un'applicazione BBC iPlayer per gli utenti residenti nel Regno Unito. - Aggiunta un'applicazione ABC iView per gli utenti residenti in Australia. - Aggiunta un'icona [PlayStation Store] sotto la categoria [Video] (quando disponibile). - Aggiunta la possibilità dell'upscale dei file audio memorizzati nel disco fisso interno o USB a 88.2 kHz o 176.4 kHz. - La visualizzazione della Terra durante la riproduzione di musica ora presenta nuove angolazioni/visuali. Impostazioni - Supportati i nuovi [Temi Dinamici Personalizzati]. - Aggiunta un'opzione al menu [Impostazioni] che permette all'utente di scegliere cosa viene mostrato all'avvio del sistema. - Aggiunta l'opzione per l'uscita audio attraverso più fonti contemporaneamente (es. HDMI e ottico). - Sotto ogni opzione delle impostazioni viene ora mostrata la relativa descrizione. - Aggiunta la possibilità di verificare la velocità della propria connessione internet in download e upload, sotto la voce [Impostazioni di rete]. |
| 2.90 Distribuito con PS3 "slim" Firmware pre-installato solo nelle PS3 da 120GB e 250GB. Non scaricabile | Sistema - Nuova schermata di avvio del sistema con il nuovo logo della PS3 e il logo della PlayStation. - BRAVIA Sync permette il controllo della XMB dal controllo remoto di una TV Bravia (solo PS3 "slim"). Giochi - La solita scritta "PLAYSTATION 3" non appare più quando si avvia un gioco PS3. Impostazioni - Rimosse le funzionalità [Installa altro Sistema] e [Sistema Predefinito] (solo PS3 "slim"). |
| 2.80 24 giugno 2009 Facoltativo, ma necessario per VidZone e Home dalla versione 1.23.5                  | Sistema - Migliorata la qualità di riproduzione di alcuni software PS3. - Le periferiche USB di terze parti sono ora assegnate alla porta controller n° 7. - Corretta una vulnerabilità che consentiva l'uso di "Open Remote Play", un homebrew che permetteva connessioni di "Riproduzione Remota" alla PS3 da dispositivi diversi dalla PSP. La "Riproduzione Remota" resta comunque disponibile per la PSP usando firmware modificati. - Aumentata la dimensione dei messaggi nella [chat testuale] da 32 a 64 caratteri. |
| 2.76 14 maggio 2009                                                                                      | Sistema - Migliorata la qualità di riproduzione di alcuni software PS3. - Dopo un upgrade del disco fisso o un ripristino da backup, non è più necessario che i giochi vengano inseriti prima che i rispettivi Trofei vengano mostrati nel menu [Trophies]. |
| 2.70 2 aprile 2009                                                                                       | Sistema - Migliorata la chat di testo; modificato l'ordinamento con cui gli amici vengono visualizzati nella lista e aumentata la grandezza massima dei file allegabili fino a 3 MB. - Ora è possibile copiare caratteri dal browser. Aggiunte alcune voci di sicurezza e alcune lingue per il browser. - È possibile cercare informazioni sui giochi PLAYSTATION3 tramite l'apposita voce nel menu opzioni. - Aggiunto il supporto per le lingue Polish, Greek, Czech, Slovak, e Turkish nel Browser per Internet. - Durante lo scaricamento normale (non in background) viene mostrata anche la percentuale ed il tempo necessario a completare il download. Media - Aggiunta il livellamento automatico degli mp3 in [Impostazioni della musica] con il nome di [Dynamic Normalizer]. |
| 2.60 21 gennaio 2009                                                                                     | Sistema - Corretto un errore che causava l'impossibilità di caricare i salvataggi di alcuni giochi se si modificava la password o il nome utente del PlayStation Network. - L'utente può accedere al PLayStation Store senza essere registrato. Media - Aggiunta l'applicazione [Photo Gallery] sotto [Foto] (richiede un download aggiuntivo di 105 MB). - È possibile riprodurre i file video DivX versione 3.11. - Il contenuto salvato nel disco fisso può essere eliminato anche mentre si gioca. |
| 2.53 2 dicembre 2008                                                                                     | Sistema - La modalità a schermo intero di Adobe Flash Player è ora supportata dal browser per Internet. - Riproducibilità di filmati dal vivo (utilizzando il formato RTMP). |
| 2.52 5 novembre 2008                                                                                     | Sistema - Migliorata la qualità della riproduzione di certi titoli PlayStation 3. - Corretti i problemi con l'inserimento di testo utilizzando la tastiera virtuale, la tastiera USB o Bluetooth con certi titoli PlayStation 3. - Corretto un problema che impediva la riproduzione di contenuto video registrato a 59.94 Hz con certi modelli TV. |
| 2.51 27 ottobre 2008 Solo per unità di dimostrazione                                                     | Cambiamenti sconosciuti |
| 2.50 15 ottobre 2008                                                                                     | Impostazioni - Ora si può impostare che la PS3 e/o controller wireless si spengano dopo un certo periodo di inattività. - Ora si può impostare che la PS3 si spenga automaticamente una volta completato un download in background oppure una installazione. - La sezione [Impostazioni BD/DVD] sotto [Impostazioni] diventa [Impostazioni Video]. - Le opzioni [Conversione Cinema] e [Upscale] sotto [Impostazioni Video] è stata rinominata [Conversione Cinema BD/DVD] e [Upscaling BD/DVD] . - Aggiunta [50 Hz Video Output] come opzione sotto [Impostazioni Video]. - Aggiunta [Codice di Registrazione DivX VOD] come opzione sotto [Impostazioni di Sistema]. Il codice deve essere utilizzato per permettere alla PS3 di riprodurre i file DivX VOD. - Modificato il metodo di riconnessione dei dispositivi Bluetooth. - [Tastiera Tedesca (Switzerland)], [Tastiera Francese (Canada)] and [Tastiera Francese (Switzerland)] sono state aggiunte come opzione sotto [Impostazioni degli Accessori] > [Tipo Tastiera]. Media - Un Ricerca-Scene simile a quello della versione PSP è stato aggiunto. Questa funzione permette ad un video o ad un contenuto registrato con PlayTV di essere suddiviso in scene / intervalli da 15 o 30 secondi; uno, due o cinque minuti, che permettono l'accesso alle parti del video in modo veloce. - Ora puoi scegliere di riprodurre tutti i video disponibili nella sezione [Video] della XMB in sequenza. - Ora si può utilizzare l'impostazione [Riduzione Mosquito Noise] nei video salvati nel HDD della console o in un dispositivo di memoria esterno. - Il Volume control ora ha 9 livelli invece che 5. - Aggiunto il pulsante di pausa al Mini Pannello di Controllo della musica (disponibile solo durante il multitasking della musica con altre operazioni...). - Rimosso il Frame Conversion dai video MPEG-4. Qualunque video con frequenza diversa dagli 50 Hz sarà mostrato in NTSC, apparira in bianco e nero nei sistemi PAL che sono incompatibili con lo standard video NTSC. Sistema - Gli auricolari Bluetooth PS3 ufficiali sono supportati ed ora c'è una modalità chiamata "High Quality (HQ)", che permette di avere comunicazioni vocali in alta qualità. - Aggiunto un indicatore su schermo che mostra lo stato delle batterie, livello volume e la modalità utilizzata dall'auricolare. - L'interfaccia della sezione [Trofei della PlayStation 3] ora mostra la percentuale ottenuta per ottenere il prossimo livello in aggiunta al livello attuale, mentre si visualizza il profilo o si comparano i trofei. - La notificazione su schermo mostrata quando il giocatore riceve un trofeo ora mostra l'icona specifica del trofeo creata dallo sviluppatore del gioco. - Ridisegnate le utilità Iscrizione PlayStation Network e Gestione Account. - Modificati l metodo di disattivare il Login Automatico ed il modo di effettuare il Logout. - Aggiunta un'informazione aggiuntiva sotto gli avatar degli amici offline nella lista amici che mostra quanto tempo è passato dall'ultima volta che era online. - Aggiunta l'opzione [Riscatta Codici] direttamente nel [PlayStation Store] in modo da rendere più semplice riscattare i codici delle [PlayStation Network Cards] e dei codici promozionali. - Il [Browser per Internet] ora supporta il contenuto che richiede Adobe Flash Player 9. - Gli oggetti nella [Information Board] possono indirizzare direttamente ad un oggetto nel PlayStation Store. - Aggiunte Finnish, Swedish, Danish e Norwegian come opzioni di lingua nella sezione di [Gestione Account]. - Ora si possono selezionare stampanti che supportano la connessione via network. - Le stampanti HP sono supportate. - Aggiunta una modalità di Recupero (Menu). Giochi - Gli ScreenShots durante il gioco sono ora supportati nei giochi compatibili con tale funzione. - Aggiunta [Sincronizzazione con il Server] come opzione sotto [Trophy Collection (Trofei)]. - L'opzione [Impostazione e Stato della Connessione] sotto [Impostazioni della rete] possono essere viste anche durante il gioco in certi titoli PS3. |
| 2.43 16 settembre 2008 Obbligatorio solo in Giappone                                                     | Sistema - Cambiamenti legati a supportare il rilascio di contenuto a noleggio nel PlayStation Store nell'area Giapponese. |
| 2.42 29 luglio 2008                                                                                      | Giochi - Migliorata la qualità di riproduzione di alcuni titoli formato PlayStation e PlayStation 3. |
| 2.41 8 luglio 2008                                                                                       | Sistema - Varie correzioni riguardanti i problemi causati dall'aggiornamento alla versione 2.40. - Cambiata l'icona del trofeo di platino. - Aggiunta una nuova pagina al profilo dell'utente nella sezione [Giocatori Incontrati] che mostra l'ultimo gioco giocato con l'utente. - Aggiunta la possibilità di registrare programmi televisivi con PlayTV mentre si gioca. |
| 2.40 2 luglio 2008 Ritirato, 2 luglio 2008                                                               | Impostazioni - Ora si può impostare il Sistema PlayStation 3 in modo che si spenga automaticamente in seguito all'aggiornamento del software di sistema. - Aggiunti [Riassegna Controller] e [Funzione Vibrazione Controller] come opzioni nella sezione [Impostazione Accessori]. Giochi - Ora è possibile accedere alla schermata XMB mentre si sta giocando ad un gioco in formato PlayStation 3 - Solo certe funzioni della XMB possono essere utilizzate durante il gameplay. - Se si preme il pulsante PS per più di 2 secondi, apparirà la schermata che permette di uscire dal gioco, modificare le impostazioni del controller e spegnere il sistema. - La schermata XMB non verrà mostrata mentre si riproduce titoli PlayStation e PlayStation 2. - La schermata XMB non può essere mostrata mentre si riproduce certi titoli PlayStation 3. - La musica personalizzata nei giochi è disponibile soltanto in titoli PlayStation 3 compatibili. - Modificata la procedura per uscire dai giochi PlayStation 3. Ora è possibile da un gioco direttamente dalla XMB. - Ora è possibile collezionare i [Trofei della PlayStation 3] disponibili con i giochi che supportano tale funzione. Sistema - Aggiunta una nuova modalità di visualizzazione al PlayStation Store. - Aggiunta [Cerca] come opzione nel Menu del Browser Internet. - Ora si può effettuare un Ricerca Internet direttamente dalla schermata XMB. - Nella schermata XMB è possibile vedere l'orologio di sistema. La data e l'ora mostrate sono impostate in [Impostazioni] > [Data e Ora]. - Quando di usa una tastiera, si può eliminare tutto il testo in una sola volta. - Quando si preme il pulsante Ps viene mostrata un'icona in caso di operazione non disponibile. - Ora si può spegnere il sistema direttamente dalla schermata XMB con l'opzione [Spegni Sistema]. - Il numero di amici che è possibile aggiungere nella Lista Amici è salita da 50 a 100. - La schermata [Informazione] per gli amici diventa [Profilo]. Media - Ora si può ordinare anche i contenuti raggruppati in una cartella per mese o anno usando l'opzione [Data Film]. - Ora si possono stampare le immagini anche da una playlist che è stata creata sotto [Foto]. - Ora anche le EXIF (Exchangeable Image File Format) vengono mostrate nelle informazioni delle foto. - Ora si può usare un Mini Pannello di controllo mentre si ascolta musica. - Ora si può riprodurre contenuto musicale in formato [MP3 Surround]. - MP3 Surround può essere riprodotto solo in Linear PCM. - Ora si possono utilizzare le impostazioni di [Riduzione Rumore] e [Blocco Riduzione Rumore] per il contenuto video salvato nel disco fisso o in un dispositivo di memorizzazione esterno. - Ora si può riprodurre contenuto video (in modalità Upscaled) che è stato salvato nel disco fisso o in un dispositivo esterno. Quando il contenuto è riprodotto viene aumentato automaticamente in base alla dimensione dello schermo. Disco - L'Upscaling dei Blu-ray Disc (BDAV) è supportato. - La riproduzione di contenuto DTS in un DVD-Video o Blu-Ray Disc, DTS-ES e DTS 96/24 per DVD-Video e DTS-ES Matrix per i Blu-Ray Disc è ora supportato. |
| 2.36 17 giugno 2008                                                                                      | Giochi - Migliorata la stabilità di certi titoli in formato Playstation. |
| 2.35 15 maggio 2008                                                                                      | Sistema - In [Impostazioni Stampante] > [Selezione Stampante], si può scegliere stampanti che supportano la connessione di rete. Si possono anche selezionare le stampanti HP utilizzando l'opzione [HP] mostrata nel menu. Giochi - Migliorata la stabilità di certi titoli in formato PlayStation 3. |
| 2.30 15 aprile 2008                                                                                      | Sistema - PlayStation Store Ridisegnato. - Navigazione Semplificata - La nuova interfaccia del PlayStation Store permette una navigazione più semplice. Si può muoversi tra le pagine semplicemente premendo i tasti X e O. Ci si può muovere nelle altre pagine più velocemente. - Nuova Disposizione - Il PlayStation Store ha una nuova disposizione delle pagine che rende più semplice trovare ciò che si desidera. - Display Avatar - L'avatar del tuo account PlayStation Network è mostrato nelle pagine del PlayStation Store. - Display Stato Contenuto - Un'icona ora indica lo stato di ogni contenuto: i contenuti acquistati e i contenuti presenti nel carrello. Media - La riptoduzione dei Blu-ray Disc ora supporta il DTS-HD Master Audio e l'output audio DTS-HD High Resolution. - Il sistema PS3 non supporta la riproduzione del DTS - ES e del DTS 96/24 per i DVD-Video o il DTS - ES Matrix per i Blu-ray Disc. |
| 2.20 25 marzo 2008                                                                                       | Impostazioni - Il modo in cui si registrano i dispositivi Bluetooth è cambiato ed è possibile registrare più dispositivi. - Aggiunta la sezione [Connessione Internet BD] nella categoria [Impostazioni BD/DVD]. - Aggiunta la sezione [Dispositivo Output Audio] nella sotto [Impostazioni della Riproduzione Remota]. Media - Ora è possibile riprodurre i contenuti video in formato DivX e WMV che sono di dimensione superiore ai 2 GB. - Aggiornato il supporto dei file XviD, molti file sono ora riproducibili ma sono riconosciuti come file MPEG-4. - Ora è possibile visualizzare i sottotitoli mentre si riproduce i file DivX. - Ora è possibile riprodurre un DVD/BD dal punto in cui era stata interrotta la riproduzione, anche se il disco viene rimosso dal sistema o se il sistema viene spento. - Il formato BD-J non è supportato. - Ora è possibile visualizzare un'immagine mentre si modifica una playlist. - Ora è possibile riprodurre una canzone mentre si modifica una playlist. - Aggiunta l'opzione [Riduzione Mosquito Noise] sotto [Impostazioni AV] nel pannello di controllo dei DVD-Video. - I Blu-Ray Disc registrati con il formato BDMV non sono supportati. - Ora è possibile copiare le playlist create nelle categorie [Foto] e [Musica] sul sistema PSP. Disco - Il Blu-ray BD-Live Profile 2.0 è ora supportato. - Gli utenti possono utilizzare contenuti interattivi aggiuntivi come il download di contenuto video, ringtones e videogiochi basati sui film con un Blu-Ray Disc compatibile con il profilo 2.0. I contenuti interattivi dipendono dal disco. - Ora è possibile riprodurre dischi BD-R versione 1.2 (LTH* BD-R). - LTH, ovvero low to high, è un metodo di registrazione che supporta l'organic dye, write-once BD-R media. Sistema - Ora è possibile cambiare certe impostazioni del Sistema PS3 durante la riproduzione remota. - Aggiunta [Salva Destinazione] come opzione sotto [File] nel menu Browser per Internet. Questa opzione permette di salvare un file che è disponibile tramite link in una pagina web, come un'immagine o un file video, o qualche altro tipo di file, sul disco fisso o su un dispositivo esterno. - Il Browser per Internet ora visualizza le pagine Web più velocemente. - Usando il Browser per Internet, si può riprodurre un file linkato mentre lo si sta scaricando. - Certi tipi di file video non possono essere visti in questo modo e necessitano il completamento del download prima di poterlo visionare. - Quando la PS3 è in Standby, e la Riproduzione Remota è abilitata, il PlayStation Eye non è più acceso e non consuma corrente inutilmente. - Aggiunto il supporto per il Wake-On-Lan dell''Altro Sistema Operativo'. |
| 2.17 12 marzo 2008                                                                                       | Giochi - La stabilità durante la modalità online di alcuni titoli PlayStation 3 è migliorata. Sistema - Aggiunto il supporto per i titoli PlayStation 2 con installazione obbligatoria o facoltativa . |
| 2.10 18 dicembre 2007                                                                                    | Impostazioni - Aggiunta l'opzione di modifica del tono della voce alla Chat Vocale e Video ed è disponibile nei giochi che supportano tale funzionalità. - Il tono della voce proveniente da un dispositivo come il microfono è stata cambiata. I toni alti e bassi possono essere aggiustati con 5 livelli predefiniti ciascuno. - Aggiunta Bitmapping [Tipo 3] come opzione in [Impostazioni] > [Impostazioni Musica] > [Bitmapping]. Media - Aggiunto un nuovo visualizzatore (Visualizzazione Terra). - Aggiunti DivX, XviD e VC-1 (WMV) ai tipi di file che possono essere riprodotti. - Per riprodurre i file in formato VC-1 (WMV) l'utente deve andare su [Impostazioni] > [Impostazioni Sistema] e selezionare [Abilita Riproduzione file WMA]. - I file che sono protetti da Copyright o file codificati con il formato DivX 3.11 non possono essere riprodotti - I file che hanno una dimensione di 2 GB o superiore, non possono essere riprodotti. Disco - Il Blu-ray Bonus View Profile 1.1 è ora supportato. - Gli utenti sono in grado di utilizzare contenuti aggiuntivi come la riproduzione di due video allo stesso momento con i Blu-Ray Disc compatibili con il Profilo 1.1 . I contenuti disponibili dipendono dal disco. - Aggiunta [Utilità Dati BD]. I dati di gestione dei Blu-ray Disc sono salvati in quella cartella. Giochi - Gli utenti sono in grado di riprodurre i titoli PlayStation (su supporto ottico) con PSP utilizzando la riproduzione remota. - Migliorata la retro-compatibilità (tramite emulazione software) per i titoli PS1 e PS2 nei modelli sprovvisti del processore Emotion Engine (ultimo aggiornamento relativo all'emulazione software per PS2). Altro - Bloccato l'accesso (non consentito) alla scheda grafica RSX della PlayStation 3 tramite Linux. - Lo sfondo del Browser per Internet non è più grigio, ma utilizza lo sfondo ad onde della XMB. - È possibile giocare ai titoli PlayStation durante la Riproduzione Remota con la PSP. |
| 2.01 20 novembre 2007                                                                                    | Impostazioni - Le specificazioni di avvio della riproduzione remota è stato modificato per evitare l'avvio involontario da parte dell'utente. Disco - Nuovamente rimossa la conversione DSD-to-DTS. L'Output tramite Uscita Ottica da SACD rimane attiva, ma solo in formato stereo. Giochi - Migliorata la stabilità di certi titoli in formato PlayStation 3. - Migliorata la stabilità durante l'output in upscaling dei titoli PlayStation 2. - Solo per i modelli che supportano la riproduzione dei titoli PlayStation 2. Sistema - Migliorata la stabilità del Sistema durante l'utilizzo di certe funzioni, tra cui l'uso del Browser per Internet e dell'Information Board. |
| 2.00 8 novembre 2007                                                                                     | Impostazioni - Ora si può modificare le icone del menù XMB e/o il design dello sfondo tramite un tema personalizzato. È possibile creare i propri temi personalizzati tramite un programma fornito dallo Sony, oppure scaricando i temi ufficiali dal PlayStation Store. - Aggiunta l'opzione di Avvio della Riproduzione Remota in [Impostazioni della Riproduzione Remota]. - Aggiunti [Colore], [Sfondo] e [Carattere] come opzioni in [Impostazioni del Tema]. - Ora è possibile selezionare [Luminosità] come opzione in [Impostazioni del Tema] > [Sfondo]. - Modificato il processo di impostazione in [Impostazione Connessione Internet] sotto [Impostazioni della Rete]. - Ora si può selezionare una stampante Canon con l'opzione [Selezione Stampante] sotto [Impostazioni Stampante]. Media - Ora è possibile creare delle playlist per raggruppare del contenuto in [Musica] e [Foto]. Disco - Ora è possibile riprodurre i SACD tramite uscita digitale ottica. Il DSD stream è convertito in multichannel DTS o stereo PCM, in base alle impostazioni. Giochi - Aggiunta [Funzione Vibrazione] come opzione sotto [Impostazioni Controller] nel menù che appare quando si preme il tasto PS del controller wireless. - Per utilizzare questa funzione è richiesto un Controller Wireless DualShock 3. Sistema - Aggiunte Nuove opzioni di raggruppamento per la funzione [Raggruppa Contenuto]. - Aggiunta [Information Board] nella categoria [Rete]. Le notizie relative alla PlayStation verranno mostrate nella schermata XMB della PlayStation 3. - Aggiunta l'icona del PlayStation Network nel menù home della PlayStation 3. - [Trend Micro Web Security per PS3] è stato aggiunto come opzione della sicurezza nel menù del Browser per Internet. - Ora è possibile vedere contenuto video (come download progressivo) mentre viene scaricato dal PlayStation Store. - Cambiato il menù della videochat e della chat a voce. - Aggiunta la compatibilità del PlayStation Eye per le videochat e le chat a voce. - Aggiunto il Gestore di Memoria Virtuale come componente del sistema operativo, questo permette alle applicazioni oppure ai titoli in formato PlayStation 3 di utilizzare una quantità di memoria RAM superiore a quella disponibile (256 MB di XDR RAM), tramite swap con parti inutilizzate del disco fisso. |
| 1.94 23 ottobre 2007 Non scaricabile                                                                     | Giochi - Aggiunto il supporto per il controller DualShock 3 (disponibile solo con il disco di gioco Ratchet & Clank: Armi di distruzione). |
| 1.93 12 settembre 2007                                                                                   | Sistema - Migliorata la stabilità della connessione Internet. |
| 1.92 4 settembre 2007                                                                                    | Giochi - La riproduzione di certi titoli in formato PlayStation 2 con il sistema PlayStation 3 è cambiata. Questa variazione riguarda esclusivamente le console provviste di emulazione hardware dei giochi PlayStation 2 (ovvero i modelli di PS3 con incorporata la scheda madre della PS2). |
| 1.90 24 luglio 2007                                                                                      | Impostazioni - Ora è possibile utilizzare un'immagine (Wallpaper) come sfondo della XMB. - Aggiunto il supporto per il testo in caratteri Chinese semplificati. Media - Ora è possibile riprodurre i file video in formato AVCHD che sono salvati in una Memory Stick oppure nel disco fisso di una videocamera digitale. Disco - L'uscita audio Upsampled dei CDs è supportata. - Aggiunta la possibilità di espellere un disco di gioco usando il controller. Giochi - Aggiunta la possibilità di raggruppare i giochi salvati nel disco fisso della PlayStation 3. Sistema - Le emoticon sono disponibili nei messaggi della categoria [Amici]. - Aggiunta la possibilità di inserire direttamente il testo in una pagina Web utilizzando una tastiera USB. - Aggiunta la possibilità di utilizzare i caratteri tradizionali cinesi nel metodo di inserimento del testo. - La velocità del Browser per internet è aumentata. - Da questa versione in poi, non è più necessario collegare il controller wireless tramite USB per iniziare la procedura di aggiornamento. |
| 1.82 28 giugno 2007                                                                                      | Media - Aggiunto il supporto per la riproduzione del video in formato AVC High Profile (H.264/MPEG-4 AVC). |
| 1.81 15 giugno 2007                                                                                      | Impostazioni - Migliorato il metodo d'impostazione del RGB Full Range (HDMI) nelle [Impostazioni della Visualizzazione]. Sistema - Migliorata la stabilità della connessione Internet durante il gameplay per alcuni titoli PlayStation 2 che supportano la possibilità di giocare online. |
| 1.80 24 maggio 2007                                                                                      | Impostazioni - Aggiunta la Riproduzione Remota tramite connessione Internet come opzione. Richiesta connessione a banda larga e una PSP con firmware versione 3.50 o superiore. Media - Aggiunta la possibilità di stampare foto via USB (attualmente, solo alcuni modelli di stampanti Epson and Canon sono compatibili). - Aggiunta la possibilità di ingrandire e diminuire la dimensione delle immagini (mentre le si riproduce). - Aggiunto un nuovo tipo di slideshow per le foto. Disco - Aggiunta la possibilità di upscaling video dei DVD a 1080p. - Aggiunta la possibilità di downscaling video dei Blu-Ray a 720p. - Aggiunta la possibilità di riprodurre i Blu-ray 1080p a 24Hz. - Aggiunta la possibilità di modificare le informazioni del CD e di inviarle al AMG. Giochi - Aggiunta la possibilità di upscaling dei giochi formato PlayStation e PlayStation 2. - Aggiunta la possibilità di utilizzare il filtro antialias nei titoli formato PlayStation e PlayStation 2. - Aggiunta la possibilità di copiare i salvataggi dei giochi PS/PS2 (contenuti nel disco fisso) ad una Memory Card esterna utilizzando un apposito adattatore. - Migliorata la retro-compatibilità (tramite emulazione software) nei modelli sprovvisti del processore Emotion Engine per alcuni titoli PS1 e PS2. Sistema - Aggiunta la compatibilità con il sistema DLNA. - Aggiunto il supporto per la modalità colore xvYCC. - Aggiunto il driver HDMI, correggendo i vari problemi riscontrati tra cui quello che non permetteva la visione nelle TV LCD Westinghouse 1080p. |
| 1.70 18 aprile 2007                                                                                      | Giochi - Aggiunta la possibilità di riprodurre i giochi originali formato PlayStation scaricati dal PlayStation Store. - Aggiunta la funzione di vibrazione per gli accessori USB che la supportano mentre si gioca con i titoli PlayStation 2. - I salvataggi per il formato PlayStation possono essere utilizzati sia nel sistema PS3 che nel sistema PSP. - La retro-compatibilità (tramite emulazione software) nei modelli sprovvisti del processore Emotion Engine è migliorata per alcuni titoli PS1 e PS2. |
| 1.60 23 marzo 2007                                                                                       | Impostazioni - Aggiunta la Riproduzione Remota per i modelli da 20 GB. - Aggiunto il supporto per le tastiere e mouse bluetooth. Disco - Aggiunto il supporto per la riproduzione dei BD-RE (Blu-ray Disc recordable) versione 3.0. Giochi - Prima versione del software di sistema che supporta l'emulazione software dei titoli formato PlayStation e PlayStation 2 per i modelli PAL. Sistema - Aggiunta l'applicazione Folding@home. - Aggiunta la possibilità di eseguire i download in background (possibilità di effettuare il download mentre si esegue qualcos'altro). - Il massimo consentito è di 6 download simultanei. - Aggiunta una tastiera virtuale QWERTY in aggiunta alla tastiera tradizionale PlayStation. - Sono disponibili nuovi avatar utilizzabili per il proprio account PlayStation Network. - Aggiunta la possibilità di accedere al PlayStation Store tramite Riproduzione Remota. - Durante l'installazione di Linux come "Altro Sistema Operativo", il file "otheros.self" non è più richiesto. |
| 1.54 28 febbraio 2007 Primo firmware europeo                                                             | Media - Aggiunte le icone per gli utenti individuali dal menù foto. Sistema - Aggiunto il supporto USB per la webcam. |
| 1.51 2 febbraio 2007                                                                                     | Giochi - Aumentato il supporto per i giochi in formato PS2. |
| 1.50 24 gennaio 2007                                                                                     | Giochi - Corretti i problemi legati alla visualizzazione erronea della grafica di alcuni titoli [PlayStation] e [PlayStation 2], che causavano una grafica distorta e poco dettagliata (di molto inferiore alla grafica del titolo stesso riprodotto in un sistema PS2). Sistema - Aggiunta la funzionalità Edy (Solo per gli utenti Giapponesi). |
| 1.32 21 dicembre 2006                                                                                    | Giochi - Aggiornata la funzionalità di gioco online. |
| 1.31 13 dicembre 2006                                                                                    | Giochi - Permesso l'utilizzo dell'Hard Disk Drive (HDD) per alcuni giochi per PlayStation 2. - Aumentata la compatibilità con i giochi PlayStation e PlayStation 2. |
| 1.30 6 dicembre 2006                                                                                     | Giochi - Aggiunta la compatibilità dei dispositivi USB per i giochi della PlayStation 2. |
| 1.11 28 novembre 2006                                                                                    | Sistema - Aggiunta la funzionalità [Gestione Account]. |
| 1.10 11 novembre 2006 17 novembre 2006                                                                   | Sistema - Aggiunti i servizi Playstation Network e la riproduzione remota per il modello da 60 GB. |
| 1.02 Incluso in alcuni giochi. Non scaricabile                                                           | Sistema - Include ulteriori correzioni di bug. Gioco - Risolti alcuni problemi di compatibilità del gioco. |
| 1.00 Firmware pre-installato. Non scaricabile                                                            | Versione Day-One |

### Ritiro della versione 2.40
La versione 2.40, include la possibilità di usare la XMB all'interno del gioco e la possibilità di collezionare trofei, pubblicata il 2 luglio 2008; comunque nella giornata è stato annullato perché su un piccolo numero di PS3 non permetteva il riavvio della macchina dopo l'aggiornamento. L'errore è comparso a causa di certi dati amministrativi contenuti negli HDD ('certain system administrative data being contained in the HDD'). L'errore è stato corretto con la versione 2.41 del sistema, rilasciato l'8 luglio 2008.

### Ritiro della versione 4.45
L'aggiornamento della versione 4.45 pubblicata il 19 giugno 2013 dopo aver causato diversi brick è stato ritirato, sembra che il problema si verifichi solo sulle console a cui è stato cambiato l'HDD.

## Formati compatibili
La PlayStation 3 può riprodurre foto, file audio e video in una gran varietà di formati. Include anche la possibilità di visualizzare una presentazione con le foto a diversi tipi di visualizzazioni per i file audio.
| Formati Immagine            | Formati Immagine                                                  | Formati Immagine                | Formati Immagine         | Formati Immagine                       | Formati Immagine | Formati Immagine | Formati Immagine | Formati Immagine | Formati Immagine | Formati Immagine | Formati Immagine | Formati Immagine | Formati Immagine | Formati Immagine | Formati Immagine | Formati Immagine | Formati Immagine | Formati Immagine | Formati Immagine | Formati Immagine | Formati Immagine | Formati Immagine | Formati Immagine | Formati Immagine | Formati Immagine | Formati Immagine | Formati Immagine | Formati Immagine | Formati Immagine | Formati Immagine | Formati Immagine | Formati Immagine | Formati Immagine | Formati Immagine | Formati Immagine | Formati Immagine | Formati Immagine | Formati Immagine | Formati Immagine | Formati Immagine | Formati Immagine | Formati Immagine | Formati Immagine | Formati Immagine | Formati Immagine | Formati Immagine | Formati Immagine | Formati Immagine | Formati Immagine | Formati Immagine | Formati Immagine | Formati Immagine | Formati Immagine | Formati Immagine | Formati Immagine | Formati Immagine | Formati Immagine | Formati Immagine | Formati Immagine | Formati Immagine | Formati Immagine | Formati Immagine | Formati Immagine | Formati Immagine | Formati Immagine | Formati Immagine | Formati Immagine | Formati Immagine | Formati Immagine | Formati Immagine | Formati Immagine | Formati Immagine | Formati Immagine | Formati Immagine | Formati Immagine | Formati Immagine | Formati Immagine | Formati Immagine | Formati Immagine | Formati Immagine | Formati Immagine | Formati Immagine | Formati Immagine | Formati Immagine | Formati Immagine | Formati Immagine | Formati Immagine | Formati Immagine | Formati Immagine | Formati Immagine | Formati Immagine | Formati Immagine | Formati Immagine | Formati Immagine | Formati Immagine | Formati Immagine | Formati Immagine | Formati Immagine |
| --------------------------- | ----------------------------------------------------------------- | ------------------------------- | ------------------------ | -------------------------------------- | ---------------- | ---------------- | ---------------- | ---------------- | ---------------- | ---------------- | ---------------- | ---------------- | ---------------- | ---------------- | ---------------- | ---------------- | ---------------- | ---------------- | ---------------- | ---------------- | ---------------- | ---------------- | ---------------- | ---------------- | ---------------- | ---------------- | ---------------- | ---------------- | ---------------- | ---------------- | ---------------- | ---------------- | ---------------- | ---------------- | ---------------- | ---------------- | ---------------- | ---------------- | ---------------- | ---------------- | ---------------- | ---------------- | ---------------- | ---------------- | ---------------- | ---------------- | ---------------- | ---------------- | ---------------- | ---------------- | ---------------- | ---------------- | ---------------- | ---------------- | ---------------- | ---------------- | ---------------- | ---------------- | ---------------- | ---------------- | ---------------- | ---------------- | ---------------- | ---------------- | ---------------- | ---------------- | ---------------- | ---------------- | ---------------- | ---------------- | ---------------- | ---------------- | ---------------- | ---------------- | ---------------- | ---------------- | ---------------- | ---------------- | ---------------- | ---------------- | ---------------- | ---------------- | ---------------- | ---------------- | ---------------- | ---------------- | ---------------- | ---------------- | ---------------- | ---------------- | ---------------- | ---------------- | ---------------- | ---------------- | ---------------- | ---------------- | ---------------- | ---------------- |
| JPEG                        | GIF                                                               | TIFF                            | BMP                      | PNG                                    |                  |                  |                  |                  |                  |                  |                  |                  |                  |                  |                  |                  |                  |                  |                  |                  |                  |                  |                  |                  |                  |                  |                  |                  |                  |                  |                  |                  |                  |                  |                  |                  |                  |                  |                  |                  |                  |                  |                  |                  |                  |                  |                  |                  |                  |                  |                  |                  |                  |                  |                  |                  |                  |                  |                  |                  |                  |                  |                  |                  |                  |                  |                  |                  |                  |                  |                  |                  |                  |                  |                  |                  |                  |                  |                  |                  |                  |                  |                  |                  |                  |                  |                  |                  |                  |                  |                  |                  |                  |                  |                  |                  |                  |                  |
| Formati Audio               |                                                                   |                                 |                          |                                        |                  |                  |                  |                  |                  |                  |                  |                  |                  |                  |                  |                  |                  |                  |                  |                  |                  |                  |                  |                  |                  |                  |                  |                  |                  |                  |                  |                  |                  |                  |                  |                  |                  |                  |                  |                  |                  |                  |                  |                  |                  |                  |                  |                  |                  |                  |                  |                  |                  |                  |                  |                  |                  |                  |                  |                  |                  |                  |                  |                  |                  |                  |                  |                  |                  |                  |                  |                  |                  |                  |                  |                  |                  |                  |                  |                  |                  |                  |                  |                  |                  |                  |                  |                  |                  |                  |                  |                  |                  |                  |                  |                  |                  |                  |
| MP3                         | MP3 Surround                                                      | WAV                             | WMA                      | ATRAC                                  |                  |                  |                  |                  |                  |                  |                  |                  |                  |                  |                  |                  |                  |                  |                  |                  |                  |                  |                  |                  |                  |                  |                  |                  |                  |                  |                  |                  |                  |                  |                  |                  |                  |                  |                  |                  |                  |                  |                  |                  |                  |                  |                  |                  |                  |                  |                  |                  |                  |                  |                  |                  |                  |                  |                  |                  |                  |                  |                  |                  |                  |                  |                  |                  |                  |                  |                  |                  |                  |                  |                  |                  |                  |                  |                  |                  |                  |                  |                  |                  |                  |                  |                  |                  |                  |                  |                  |                  |                  |                  |                  |                  |                  |                  |
| Audio CD                    | SACD                                                              | MP4 Audio                       | MPEG-4 Part 3 3D         | AAC / AAC Low Complexity (unprotected) |                  |                  |                  |                  |                  |                  |                  |                  |                  |                  |                  |                  |                  |                  |                  |                  |                  |                  |                  |                  |                  |                  |                  |                  |                  |                  |                  |                  |                  |                  |                  |                  |                  |                  |                  |                  |                  |                  |                  |                  |                  |                  |                  |                  |                  |                  |                  |                  |                  |                  |                  |                  |                  |                  |                  |                  |                  |                  |                  |                  |                  |                  |                  |                  |                  |                  |                  |                  |                  |                  |                  |                  |                  |                  |                  |                  |                  |                  |                  |                  |                  |                  |                  |                  |                  |                  |                  |                  |                  |                  |                  |                  |                  |                  |
| Formati video               |                                                                   |                                 |                          |                                        |                  |                  |                  |                  |                  |                  |                  |                  |                  |                  |                  |                  |                  |                  |                  |                  |                  |                  |                  |                  |                  |                  |                  |                  |                  |                  |                  |                  |                  |                  |                  |                  |                  |                  |                  |                  |                  |                  |                  |                  |                  |                  |                  |                  |                  |                  |                  |                  |                  |                  |                  |                  |                  |                  |                  |                  |                  |                  |                  |                  |                  |                  |                  |                  |                  |                  |                  |                  |                  |                  |                  |                  |                  |                  |                  |                  |                  |                  |                  |                  |                  |                  |                  |                  |                  |                  |                  |                  |                  |                  |                  |                  |                  |                  |
| MPEG-1 (MPEG Audio Layer 2) | MPEG-2 PS (MPEG2 Audio Layer 2, AAC LC, AC3(Dolby Digital), LPCM) | MPEG-2 TS (MPEG2 Audio Layer 2) | VC-1 (.wmv)              | AVCHD (.m2ts / .mts)                   |                  |                  |                  |                  |                  |                  |                  |                  |                  |                  |                  |                  |                  |                  |                  |                  |                  |                  |                  |                  |                  |                  |                  |                  |                  |                  |                  |                  |                  |                  |                  |                  |                  |                  |                  |                  |                  |                  |                  |                  |                  |                  |                  |                  |                  |                  |                  |                  |                  |                  |                  |                  |                  |                  |                  |                  |                  |                  |                  |                  |                  |                  |                  |                  |                  |                  |                  |                  |                  |                  |                  |                  |                  |                  |                  |                  |                  |                  |                  |                  |                  |                  |                  |                  |                  |                  |                  |                  |                  |                  |                  |                  |                  |                  |
| AVI                         | DivX, DivX VOD                                                    | XviD                            | Motion JPEG (Linear PCM) | Motion JPEG (μ-Law)                    |                  |                  |                  |                  |                  |                  |                  |                  |                  |                  |                  |                  |                  |                  |                  |                  |                  |                  |                  |                  |                  |                  |                  |                  |                  |                  |                  |                  |                  |                  |                  |                  |                  |                  |                  |                  |                  |                  |                  |                  |                  |                  |                  |                  |                  |                  |                  |                  |                  |                  |                  |                  |                  |                  |                  |                  |                  |                  |                  |                  |                  |                  |                  |                  |                  |                  |                  |                  |                  |                  |                  |                  |                  |                  |                  |                  |                  |                  |                  |                  |                  |                  |                  |                  |                  |                  |                  |                  |                  |                  |                  |                  |                  |                  |
| MP4 Video                   | MP4 via DivX AVI                                                  | MP4 SP                          | MP4 AVC / MP4 H.264      |                                        |                  |                  |                  |                  |                  |                  |                  |                  |                  |                  |                  |                  |                  |                  |                  |                  |                  |                  |                  |                  |                  |                  |                  |                  |                  |                  |                  |                  |                  |                  |                  |                  |                  |                  |                  |                  |                  |                  |                  |                  |                  |                  |                  |                  |                  |                  |                  |                  |                  |                  |                  |                  |                  |                  |                  |                  |                  |                  |                  |                  |                  |                  |                  |                  |                  |                  |                  |                  |                  |                  |                  |                  |                  |                  |                  |                  |                  |                  |                  |                  |                  |                  |                  |                  |                  |                  |                  |                  |                  |                  |                  |                  |                  |                  |
| DVD Video (Region Locked)   | BD Video format on Blu-ray disc (Region Locked)                   | BD Video format on DVD-ROM      |                          |                                        |                  |                  |                  |                  |                  |                  |                  |                  |                  |                  |                  |                  |                  |                  |                  |                  |                  |                  |                  |                  |                  |                  |                  |                  |                  |                  |                  |                  |                  |                  |                  |                  |                  |                  |                  |                  |                  |                  |                  |                  |                  |                  |                  |                  |                  |                  |                  |                  |                  |                  |                  |                  |                  |                  |                  |                  |                  |                  |                  |                  |                  |                  |                  |                  |                  |                  |                  |                  |                  |                  |                  |                  |                  |                  |                  |                  |                  |                  |                  |                  |                  |                  |                  |                  |                  |                  |                  |                  |                  |                  |                  |                  |                  |                  |